# Nessuno lo sa
Nessuno lo sa (誰も知らない?, Dare mo shiranai) è un film del 2004 diretto da Hirokazu Kore'eda.
È noto anche con il titolo Nobody Knows, con cui è conosciuto nel mondo anglosassone.

## Trama
A Tokyo, il dodicenne Akira Fukushima si trasferisce con la madre Keiko, una giovane donna irresponsabile, in un piccolo appartamento della capitale. Di nascosto sono venuti anche i tre fratelli minori del ragazzo: Kyoko, Shigeru e Yuki. Un giorno la madre dei quattro ragazzini se ne va per inseguire l'uomo di cui si è innamorata lasciando al figlio maggiore una piccola quantità di soldi che finisce presto. Col passare del tempo la loro mamma non si fa più vedere, le bollette non vengono più pagate e non ci sono più soldi per comprare da mangiare. Ma Akira non si dà per vinto e cercherà ogni modo per aiutare la sua famiglia.

## Produzione
Kore'eda aveva l'idea per il film da circa 15 anni: il titolo era diverso e nel primo finale si pensava a un'onirica riunione familiare. La storia si ispira a una vicenda realmente accaduta nel 1988, quando una madre lasciò da soli i cinque figli minorenni in un appartamento di Tokyo.

## Riconoscimenti
Il film ha avuto numerosi riconoscimenti, fra cui il premio per la miglior interpretazione maschile al festival di Cannes a Yūya Yagira. È il primo attore giapponese ed il più giovane a vincere in questa categoria.